# Dylan Lempereur
Dylan Lempereur, né le 24 octobre 1998 à Rombas en France, est un footballeur français qui évolue au poste d'arrière gauche au FC Differdange 03.

## Biographie

### Formation en Moselle (2003-2017)
Né à Rombas, en Moselle, Dylan Lempereur rejoint rapidement le club de sa ville natale à l'âge de cinq ans.
Après dix ans au sein de l'UL Rombas, il intègre le CSO Amnéville. L'année suivante, il passe des tests à l'ESTAC Troyes, sans succès. C'est en 2016 qu'il rejoint le centre de formation du FC Metz, club le plus prestigieux de la région Lorraine.

### FC Metz (2018-2019)
Lempereur commence sa carrière professionnelle lors d'un sixième tour de Coupe de France avec le FC Metz face au Tours FC. À la suite de l'absence de Matthieu Udol et de Benoît Assou-Ekotto, il est titulaire pour la première fois de sa carrière en Ligue 1, lors de la 27e journée, face à l'EA Guingamp.

### US Sarre-Union (2019-2020)
Ayant peu de temps de jeu au sein du FC Metz en Ligue 2, il signe à l'US Sarre-Union, en Alsace, club jouant en National 3,.

### FC Differdange 03 (2020-2023)
Après quelques matchs de National 3 en Alsace, Lempereur rejoint le Luxembourg et signe un contrat avec le FC Differdange 03, club de BGL Ligue,.
À l'issue de la saison 2021-2022, il termine vice-champion de BGL Ligue derrière le FC Swift Hesperange. L'année suivante, il remporte le premier trophée de sa carrière en s'imposant en Coupe du Luxembourg face au FC Marisca Mersch.

### CWKS Resovia Rzeszów (2023-2024)
Après un passage réussi au Luxembourg, Dylan s'envole pour la Pologne, au CWKS Resovia Rzeszów, jouant en I Liga,.

### FC Differdange 03 (depuis 2024)
Après un court passage en Pologne, Lempereur retourne lors de l'été 2024 au FC Differdange 03.

## Palmarès
| FC Differdange 03 (3) :                                                                                       |
| --- |
| - BGL Ligue (1) - Champion : 2025 - Vice-champion : 2022 - Coupe du Luxembourg (2) - Vainqueur : 2023 et 2025 |